# Edelmühle (Au am Leithaberge)
Die Edelmühle ist ein historisches Gebäude in Au am Leithaberge in Österreich. Zu unterscheiden sind dabei eigentlich die beiden voneinander unabhängigen Gebäude der Unteren und Oberen Edelmühle. Beide liegen am Erlbach, daher stammt vermutlich auch der Name. 

## Geschichte
Sie wurde im Jahre 1375 erstmals geschichtlich erwähnt. Im Mittelalter müssen beide Mühlen zu den ersten Gebäuden in dieser Gegend gezählt haben. 
Untere und Obere Edelmühle waren schon immer voneinander getrennte Besitztümer, welche zeitweise in adligem Besitz waren. Alle Kriege und auch die Türkenkriege überstanden beide Gebäude ohne Schäden. Die Untere Edelmühle wurde mindestens 400 Jahre lang ausschließlich als Kornmühle geführt. Der Mühlbetrieb wurde hier erst kurz nach dem Zweiten Weltkrieg eingestellt.
Heute wird sowohl in der Unteren Edelmühle als auch in der Oberen Edelmühle voneinander unabhängig Gastronomie betrieben.

### Mühlbetrieb
Die Gebäude sind vollständig erhalten, jedoch ist der Mühlbetrieb bis auf das noch existierende Mühlrad nicht mehr nachvollziehbar.
Koordinaten: 47° 55′ 13″ N, 16° 32′ 28″ O